# Елизабет Стюарт (1635 – 1650)
Вижте пояснителната страница за други личности с името Елизабет Стюарт.
Елизабет Стюарт (на английски: Elizabeth Stuart; 1635 – 8 1650) е втората дъщеря на английския крал Чарлз I и на принцеса Хенриета-Мария Бурбон-Френска.

## Живот
Елизабет е родена в двореца Сейнт Джеймс на 28 декември 1635 г. и е кръстена на 2 февруари 1636 от епископа на Кентърбъри Уилям Уод. Обучението на принцесата е поверено в ръцете на изтъкнати учени, така че до 1644 тя чете и пише на иврит, гръцки, латински, английски и френски.
През 1636 г. Мария Медичи – баба на Елизабет по майчина линия, прави постъпки за сгодяването на невръстната Елизабет за оранжкия принц Вилем – бъдещия английски крал Уилям III. Чарлз I обаче решава да омъжи за Вилем по-голямата си дъщеря – Мария-Хенриета.
След избухването на английската гражданска война през 1642 г. Елизабет и брат ѝ Хенри попадат в плен на Парламента, който не позволява те да се присъединят към двора на родителите си в Оксфорд. Парламентът решава, че принцът и принцесата трябва да бъдат възпитани като протестанти. Така Елизабет остава да живее в двореца Сейнт Джеймс под строгия надзор на Парламента. През 1643 г. принцесата си счупва крака и заедно с брат си е изпратена в Челси.
През 1647 г. Елизабет и Хенри получават разрешение да се срещнат с баща си в Мейдънхейд и прекарват два дни с него. За това съдейства настойникът на принцесата лорд Нортъмбърланд, с чиято помощ Елизабет и Хенри се срещат отново с Чарлз I в Сайън Хаус в Западен Лондон. Срещите между краля и децата му са прекратени, след като Чарлз I бяга на остров Уайт.
След залавянето на Чарлз I през 1649 г. и осъждането му на смърт Елизабет пише дълго писмо до Парламента, в което моли да ѝ бъде разрешено да напусне Англия и да замине при сестра си Мария в Холандия. Парламентът и Кромуел обаче протакат разрешението до екзекуцията на краля. През нощта преди екзекуцията на Чарлз на Елизабет и Хенри е позволено да се срещнат с баща си за последен път.
През 1650 г. Парламентът решава да заточи Елизабет на остров Уайт и да ѝ отпусне годишна издръжка от 3000 лири. Въпреки протестите на принцесата, заминаването ѝ не е отменено. По време на пътуването Елизабет настива и развива пневмония, от която умира на 8 септември 1650 г. Погребана е в църквата „Сейнт Томас“ в Нюпорт, остров Уайт.